# 6447 Terrycole
6447 Terrycole eller 1990 TO1 är en asteroid i huvudbältet som upptäcktes 14 oktober 1990 av den amerikanske astronomen Eleanor F. Helin vid Palomar-observatoriet. Den är uppkallad efter Terry Cole.
Den tillhör asteroidgruppen Hungaria.